# Norse Atlantic Airways
Norse Atlantic Airways é uma companhia aérea de baixo custo e longo curso norueguesa com sede em Arendal, Noruega. Fundada em fevereiro de 2021, a companhia aérea planeja iniciar as operações entre a Europa e a América do Norte em 2022, com uma frota de Boeing 787 Dreamliner.

## História
A Norse Atlantic Airways foi fundada em fevereiro de 2021. A companhia aérea foi anunciada em 15 de março de 2021, juntamente com seus planos de começar a vender passagens no outono de 2021 para o início dos voos comerciais regulares em dezembro de 2021. Os planos da companhia aérea também incluíam a intenção de operar doze aeronaves Boeing 787 Dreamliner anteriormente operadas pela Norwegian Air Shuttle e suas subsidiárias associadas, estabelecendo parcerias com outras companhias aéreas baseadas na Noruega, incluindo a Norwegian Air Shuttle e a companhia aérea Flyr.

## Frota
A frota da Norse Atlantic Airways consiste nas seguintes aeronaves (Março de 2022):
| Aeronaves    | Em Serviço | Ordens | Passageiros | Notas |
| ------------ | ---------- | ------ | ----------- | ----- |
| Boeing 787-8 | –          | 3      | 291         |       |
| Boeing 787-9 | 10         | 2      | 344         |       |
| Total        | 10         | 5      |             |       |